# Trudy Adams
Trudy Adams (Spivey, Kansas; 23 de julio de 1964) es una actriz y luchadora profesional estadounidense. Cuando competía con Gorgeous Ladies of Wrestling (GLOW), lo hacía bajo el nombre Amy the Farmer's Daughter; posteriormente, en la Powerful Women of Wrestling, la división femenina de American Wrestling Association, pasó a ser conocida como Brandi Mae.

## Carrera como modelo profesional
Adams debutó como luchador profesional a principios de 1987 en la promoción Gorgeous Ladies of Wrestling (GLOW) como "Amy the Farmer's Daughter". Formó un exitoso equipo de etiqueta con "The California Doll" (Jane Hamlin). Adams solo apareció durante la segunda temporada de la serie de televisión GLOW.
Cuando el promotor David McLane dejó GLOW en 1987, Adams fue uno de los artistas de GLOW que se unieron a su nueva promoción Powerful Women of Wrestling. Al unirse a POWW, Adams cambió su nombre a "Brandi Mae", pero mantuvo el mismo truco de granjero rural. Ella y Hamlin (ahora rebautizada como "Malibu") se reunieron como The Bombshell Blondes. Se convirtieron en los principales contendientes para el POWW Tag Team Championship, que estuvo en manos de Luna Vachon y Hot Rod Andie.
En 1988, Adams se unió a la American Wrestling Association mientras continuaba luchando por POWW. Como Brandi Mae, se convirtió en la principal candidata al Campeonato Mundial Femenino de la AWA, que estaba en manos de Madusa Miceli. Adams tuvo un feudo con Miceli en una serie de partidos individuales, así como en partidos de parejas que enfrentaron a Miceli y Debbie Combs contra Adams y Heidi Lee Morgan. Durante este tiempo, Adams reclutó la ayuda de Rocky Mountain Thunder para contrarrestar la presencia en el ring de Curt Hennig, a quien Miceli estaba manejando. Además de administrar Rocky Mountain Thunder, también se convirtió en gerente de Cousin Luke (nombre artístico de Gene Petit). En diciembre de 1988, Adams luchó en una batalla real de 9 mujeres en el pago por evento SuperClash III de la AWA. Durante este tiempo, Adams también apareció en la promoción Delta Tiger Lilies, donde formó equipo con Candi Devine y continuó su enemistad con Miceli y Combs.
Mientras aún competía en POWW, formó un segundo equipo con Bambi llamado The Country Connection en 1989. La promoción se cerró en 1990. Adams luego trabajó brevemente para la promoción más nueva de McLane, Ladies Sports Club, a partir de 1990. Durante este tiempo, ocupó el Campeonato de Televisión de LSC. El Ladies Sports Club cerró en 1991 y Adams se retiró de la lucha libre profesional poco después.